# Estación de El Jaroso
El Jaroso fue una estación de ferrocarril situada en el municipio español de El Cerro de Andévalo, en la provincia de Huelva (Andalucía). Las instalaciones formaban parte de la línea Empalme-La Zarza, un ramal del ferrocarril de Tharsis, estando en servicio con el objeto de gestionar el tráfico de trenes.

## Historia
En la década de 1880 la Tharsis Sulphur and Copper Company Limited puso en marcha la construcción de un ramal que conectase la mina de La Zarza con la vía general del ferrocarril de Tharsis, permitiendo así dar salida hasta la costa al mineral extraído. El trazado, que fue abierto al servicio en 1888, contaba con una serie de estaciones para gestionar el tráfico y servir como apartaderos para permitir el cruce de trenes. Una de ellas era la estación de El Jaroso, levantada a varios kilómetros al sur de la población de El Cerro de Andévalo. A partir de la década de 1970 las instalaciones cayeron en desuso. El ramal se mantuvo en servicio hasta su cierre al tráfico en 1991, siendo levantadas las vías con posterioridad. A día de hoy la estación se encuentra abandonada y en ruinas.